# Benjamin Harrison
Benjamin Harrison, född 20 augusti 1833 i North Bend i Ohio, död 13 mars 1901 i Indianapolis i Indiana, var en amerikansk advokat, militär och politiker (republikan) som var USA:s president åren 1889–1893. Han var sonson till president William Henry Harrison.
Före presidentskapet hade han tjänstgjort som brigadgeneral i amerikanska inbördeskriget och varit senator för Indiana åren 1881–1887.
Han sammankallade den första panamerikanska konferensen, vilket ledde till bildandet av Pan American Union (sedan 1948 kallat Organization of American States), med syfte att befrämja panamerikanskt samarbete, det vill säga att politiskt och ekonomiskt samla hela Amerika till en enhet.

## Bakgrund
Harrison kom från en politisk familj. Hans farfarsfar var Benjamin Harrison V, en slavägare och guvernör i Virginia som var skeptiskt inställd till USA:s konstitution. Farfadern William Henry Harrison vann presidentvalet 1840 som whigpartiets kandidat men avled efter en månad i ämbetet. Även fadern John Scott Harrison var aktiv i whig-partiet. Som kongressledamot 1853–1857 stod fadern för en kompromisslinje i slaverifrågan med syfte att hålla ihop USA.
Harrison studerade juridik vid Miami University i Oxford i Ohio. Han gifte sig 1853 med Caroline Lavinia Scott. Han inledde sin karriär som advokat i Indianapolis. Han gick senare med i republikanerna och tog värvning i nordstatsarmén under amerikanska inbördeskriget. Harrison befordrades i augusti 1862 till överste och övade sina tusen frivilliga från Indiana i Bowling Green i Kentucky. Harrisons regemente var stationerad på olika ställen i Kentucky och i Tennessee fram till mars 1864. Överste Harrison och det 70:e infanteriregementet (70th Regiment Indiana Infantry) deltog sedan 1864 i general William Tecumseh Shermans Atlantakampanj. Harrison utmärkte sig speciellt i slaget vid Resaca och i slaget vid Peachtree Creek. Efter dessa insatser befordrades han till brigadgeneral.

## Indianapolitiker och framgångsrik advokat
Harrison bestämde sig för att kandidera i guvernörsvalet i Indiana 1872. Senator Oliver Hazard Perry Morton utövade vid den tidpunkten ett stort inflytande bland republikanerna i Indiana och det var främst han som förhindrade nomineringen av Harrison. Republikanerna nominerade Thomas M. Browne i stället och Harrison deltog sedan aktivt i Ulysses S. Grants kampanj i presidentvalet i USA 1872. Efter valförlusten återvände han till arbetet som advokat. Han fick flera framstående rättsfall på advokatbyrån Porter, Harrison & Hines som 1874 blev Harrison, Miller & Elam. Han fick under sin advokatkarriär i femton fall presentera ett fall inför USA:s högsta domstol och i ett fall inför en internationell skiljedomstol i Paris. I fallet Burke mot Smith var han på den förlorande sidan. Han representerade det konkursdrabbade järnvägsbolaget Indiana Railroad Company mot aktieägarna. James Garfield var en av motståndarsidans advokater.
Harrison var delegat till republikanernas konvent inför presidentvalet i USA 1880. Han ledde Indianas delegation och kom att spela en central roll efter att varken ex-presidenten Grant eller senator James Blaine hade fått tillräckligt stöd för nomineringen. Blaine bestämde sig för att stöda kompromisskandidaten James Garfield i stället och Harrison levererade Indianas röster för Garfield i den trettiofemte och avgörande omröstningen. Harrison tackade nej till en ministerpost i Garfields regering efter republikanernas valseger i presidentvalet. Han återvände till Indiana där delstatens lagstiftande församling valde honom till USA:s senat. Under sina sex år i senaten stödde Harrison bland annat höga skyddstullar och pensioner för inbördeskrigets veteraner. I de flesta fall röstade han med sitt parti. Men 1882 var han i minoritet i senaten då han gick emot de flesta republikanerna med sitt nej till Chinese Exclusion Act. Han var dels emot själva den diskriminerande tanken att stoppa invandringen från Kina till USA, dels uppfattade han lagförslaget vara i strid mot ett fördrag mellan USA och Kina.

## Presidentskap (1889–1893)
Harrison vann presidentvalet 1888 trots att han fick färre röster än den sittande presidenten Grover Cleveland. Bland de avgörande elektorsrösterna vann han med 233 mot 168. Han hade fått stöd från Matthew Quay, en mäktig politisk boss i Pennsylvania. Då Quay hörde att Harrison tackade Gud för segern, anmärkte han att Harrison aldrig skulle komma att veta hur nära ett fängelsestraff flera män hade varit i sina insatser i valkampanjen.
President Harrison utmärkte sig inom utrikespolitiken. James Blaine visade sig vara en uppfinningsrik utrikesminister som starkt bidrog till en aktiv utrikespolitik. Pan American Union uppstod som resultat av konferensen 1889 där Blaine förde ordet och Harrison följde utvecklingen med ett vakande öga. Blaine och Harrison hade djupare regionala integrationsplaner än vad de lyckades driva igenom under konferensen. De föreslog en tullunion för att minska handeln med Europa och minska handelshindren mellan de amerikanska staterna. De imponerade i alla fall på de latinamerikanska delegaterna med en lång rundresa där gästerna fick se USA:s storlek, rikedom och styrka som industriland. En orsak till att tullunionen inte gick igenom var de latinamerikanska ledarnas rädsla för USA:s dominans.
Benjamin Harrison var en förespråkare för annekteringen av Hawaii. Det självständiga kungadömets regerande drottning Lili'uokalani ville förstärka monarkin men avsattes i januari 1893 i en kupp som Harrison uppmuntrade och aktivt bidrog till. Soldater från USA:s flotta deltog i plantageägarnas kupp och John L. Stevens, chef för USA:s diplomatiska beskickning i Honolulu, inledde ett nära samarbete med den nya regeringen efter kuppen på Hawaii. Annekteringen hanns inte med den gången, eftersom Harrisons efterträdare Cleveland var emot tanken. President William McKinley slutförde sedan det som Harrison hade påbörjat och annekterade Hawaii år 1898.
Harrison uppfattade de svarta amerikanernas rösträtt som en moralisk fråga. Han belönade främst yngre svarta ledare med federala utnämningar men han lyckades inte få igenom alla utnämningarna. Han avsåg att utnämna svarta postmästare i större städer i sydstaterna, men senaten förhindrade utnämningen av W.O. Crum till postmästare i Charleston. Harrison lyckades inte få igenom lagstiftningen som skulle ha inneburit att val i sydstaterna skulle ha hållits under federal övervakning. Vissa republikanska senatorer som Matthew Quay och J. Donald Cameron representerade starka affärsintressen. Företag i nordstaterna var rädda för vad som skulle hända deras egendom i sydstaterna, om den federala regeringen skulle förstärka sin kontroll där. Därför splittrades republikanerna i omröstningen som var central för de svartas rösträtt i sydstaterna.
De politiska bossarna var missnöjda med Harrison och vände sig först till Blaine som hade 1892 avgått som utrikesminister, men han kunde inte kandidera av hälsoskäl. Harrison vann nomineringen i presidentvalet 1892 i den första omröstningen, men bossarna lyckades förhindra nomineringen av vicepresidenten Levi P. Morton till återval. Whitelaw Reid nominerades till Harrisons vicepresidentkandidat av republikanernas konvent. Harrison kunde inte delta i kampanjen särskilt mycket på grund av hustruns hälsotillstånd. Hustrun Caroline avled före valet och även demokraternas kandidat, expresidenten Cleveland, avstod från sin kampanj för att visa respekt. Harrison förlorade valet mot Cleveland och återvände till det lönsamma arbetet som advokat i Indianapolis. Han gifte om sig med sin första hustrus systerdotter, Mary Lord Dimmick. Harrison avled 1901 i lunginflammation.

### Kabinett
| Post              | Namn                  | Period    |
|                   |                       |           |
| President         | Benjamin Harrison     | 1889–1893 |
| Vicepresident     | Levi P. Morton        | 1889–1893 |
|                   |                       |           |
| Utrikesminister   | James Blaine          | 1889–1892 |
|                   | John W. Foster        | 1892–1893 |
| Finansminister    | William Windom        | 1889–1891 |
|                   | Charles Foster        | 1891–1893 |
| Krigsminister     | Redfield Proctor      | 1889–1891 |
|                   | Stephen Benton Elkins | 1891–1893 |
| Justitieminister  | William H.H. Miller   | 1889–1893 |
| Postminister      | John Wanamaker        | 1889–1893 |
| Marinminister     | Benjamin F. Tracy     | 1889–1893 |
| Inrikesminister   | John Willock Noble    | 1889–1893 |
| Jordbruksminister | Jeremiah McLain Rusk  | 1889–1893 |

### Utnämningar till högsta domstolen
- David J. Brewer, 1890
- Henry B. Brown, 1891
- George Shiras, 1892
- Howell Edmunds Jackson, 1893